# حجازي متقال
حجازي متقال (16 مارس 1976 -) هو مغني مصري يتميز بلون الغناء الشعبي والفلكلوري.

## حياته ونشأته
ولد في الأقصر من أسرة فنية عريقة وهو أبن المغني الشعبي الشهير الريس متقال الذي اشتهر بتدشينه الفلكلور المصري الصعيدي في بقاع العالم.
سنة 2004 شارك في برنامج المواهب وصناعة النجوم ستار ميكر سنة 2004 بأغنية (صاحبك بيضحك) وحاز على المرتبة الأولى لاستفتاء الجمهور، وقام بتقديم العديد من الألبومات الغنائية كما شارك في عدة أعمال فنية ومنها مسلسل لهفة ومسلسل العار وفيلم متعب وشادية.

## النشأة
ولد في مدينة الأقصر (16 مارس 1976)، وعندما كان طفلاً بدأت يردد أغنيات والده فأعجب بموهبته وكان يعمل على تنميتها، وكان يصطحبه معه في الحفلات ويعطيه الميكروفون ليغني أمام الجمهور.

## مشواره الفني
سنة 2004 شارك في برنامج المواهب وصناعة النجوم (ستار ميكر) بأغنية (صاحبك بيضحك) فحقق نجاحا ساحقا حيث حاز على المرتبة الأولى لاستفتاء الجمهور; ونال شهادة مشرفة من لجنة التحكيم على رأسهم الموسيقار (حلمي بكر)
ومن هنا بدأ مشواره الفني وقد أخذ على عاتقه مسؤولية الحفاظ على التراث والفولكلور المصري; لكن بلمساته الخاصة المختلفة عن والده الفنان المصري العالمي الريس متقال.

## أغانيه
قدم العديد من الأغاني سواء ألبومات أو منفردة ومنها:

### ألبومات
- البوم طعم التوت[11][12]

### منفردة
| - بص على الحلاوة - الفراولة. - افرحي يا عروسة. - بتناديني ثاني ليه. - البت بيضا. - مانجا يا مانجا. - بحبك 6000 آلاف مرة. - خالو. | - عاشق بيبكي. - صبرك يا قلبي. - بحبك يا أهلي. - لاغي الناس. - بنت الناس. - ليا بنات. - راحة البال. |

## أعمال سينمائية وتلفزيونية

### المسلسلات
مسلسل لهفة بطولة الفنان المبدع سمير غانم وبنته دنيا سمير غانم
مسلسل العار بطولة الفنان حسن حسني والفنان مصطفى شعبان والفنان أحمد رزق.
مسلسل أحلام نبيلة
مسلسل آخر عمارة على اليمين
مسلسل سي عمر وليلى أفندي

### الأفلام
فيلم متعب وشادية
فيلم (شمال يا دنيا) 